# Hayter Peak
Der Hayter Peak ist ein 565 m hoher Berg auf der Insel Heard im Indischen Ozean. Er ragt 300 m westlich des Mount Olsen auf der Laurens-Halbinsel auf.
Wissenschaftler der Australian National Antarctic Research Expeditions (ANARE) nahmen 1948 die Vermessung und die Benennung vor. Namensgeber ist Alfred J. Hayter, Warrant Officer des Expeditionsschiffs HMAS Labuan.